# Mitsubishi Outlander
Mitsubishi Outlander je SUV, které od roku 2001 vyrábí japonská automobilka Mitsubishi. V současné době probíhá výroba třetí generace.

## První generace (CU0W; 2001–2006)
První generace modelu spatřila světlo světa roku 2001. Do Evropy se však oficiálně dostala až v roce 2003. Na asijském a severoamerickém trhu model nese označení Mitsubishi Airtrek.
Výroba byla zastavena v roce 2006.

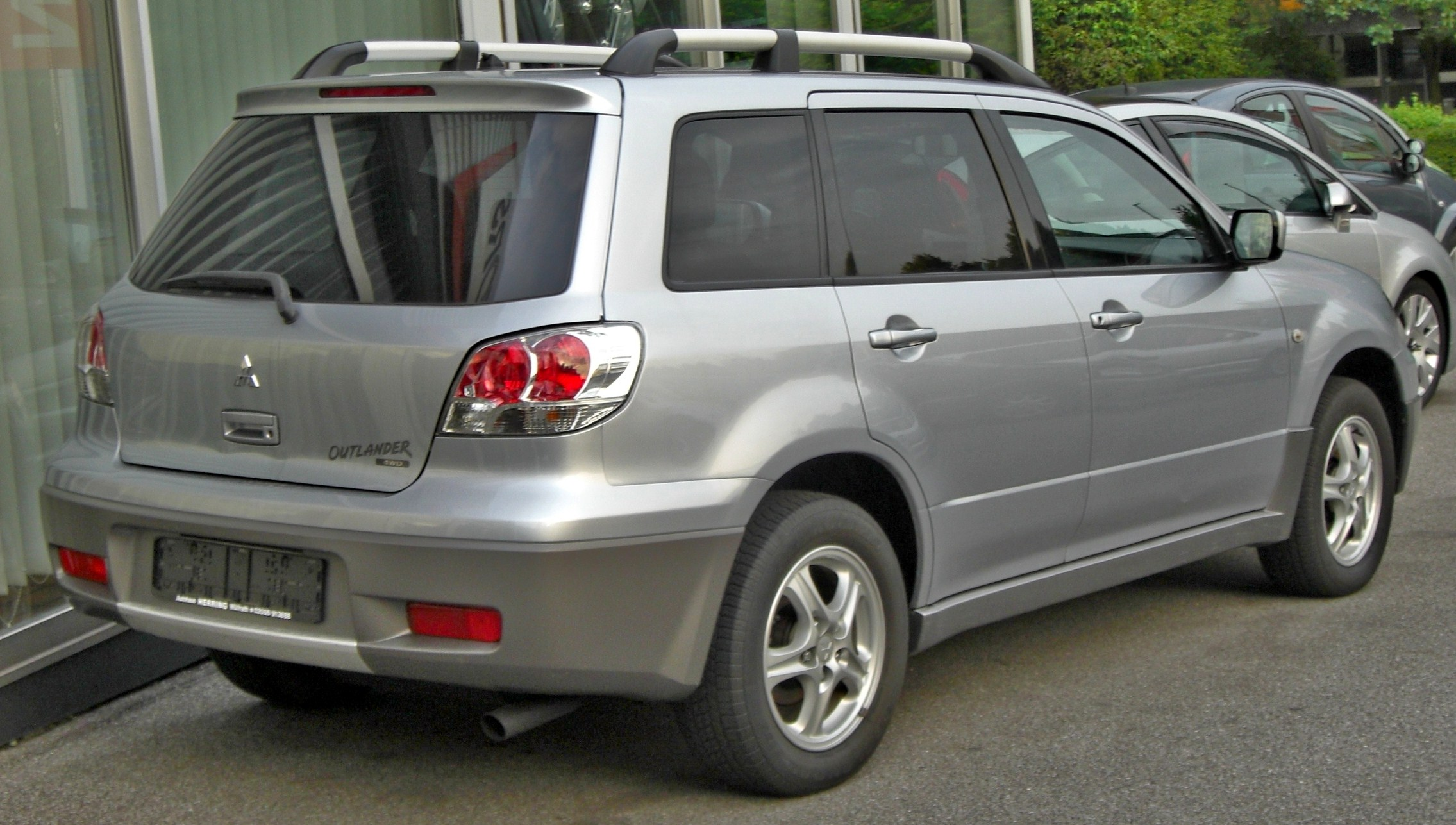
Mitsubishi Outlander I (2001–2006)
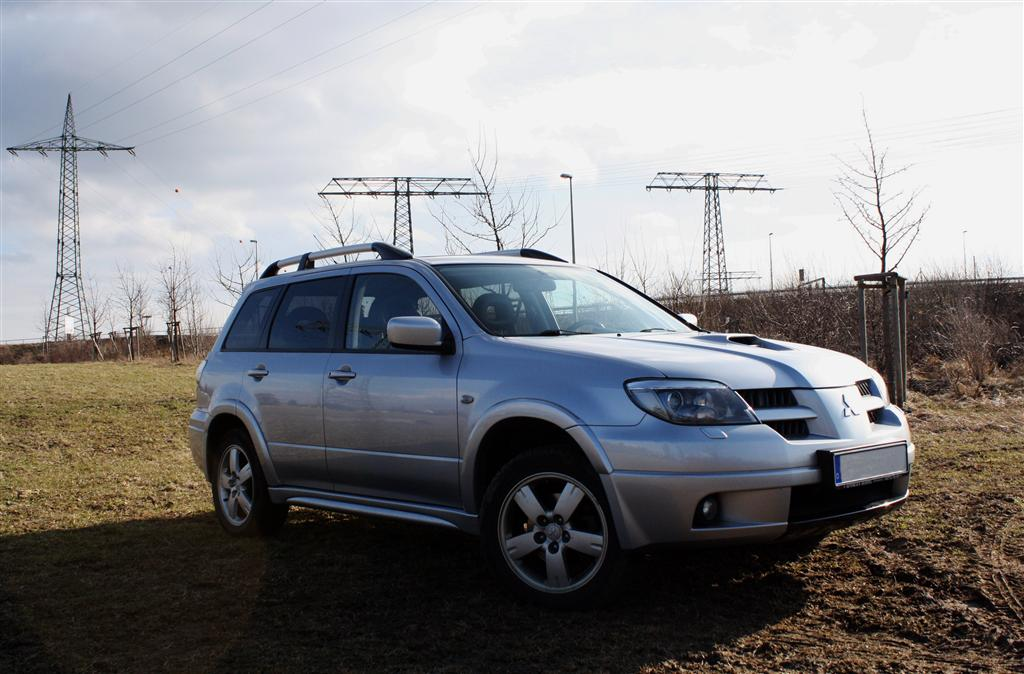
Mitsubishi Outlander I Turbo

### Motory
Pod kapotou první generace lze nalézt následující zážehové pohonné jednotky:
- 2,0 93 kW
- 2,0 100 kW
- 2,0 Turbo 148 kW
- 2,0 Turbo 177 kW
- 2,4 102 kW
- 2,4 MIVEC 118 kW

## Druhá generace (CW0W; 2006–2012)
Druhá generace byla představena 17. října 2005. Koncem roku 2006 se dostává na evropské trhy. V České republice byla k mání od roku 2007.
Od této generace jsou odvozeny francouzské vozy Peugeot 4007 a Citroën C-Crosser.
Výroba byla ukončena roku 2012.

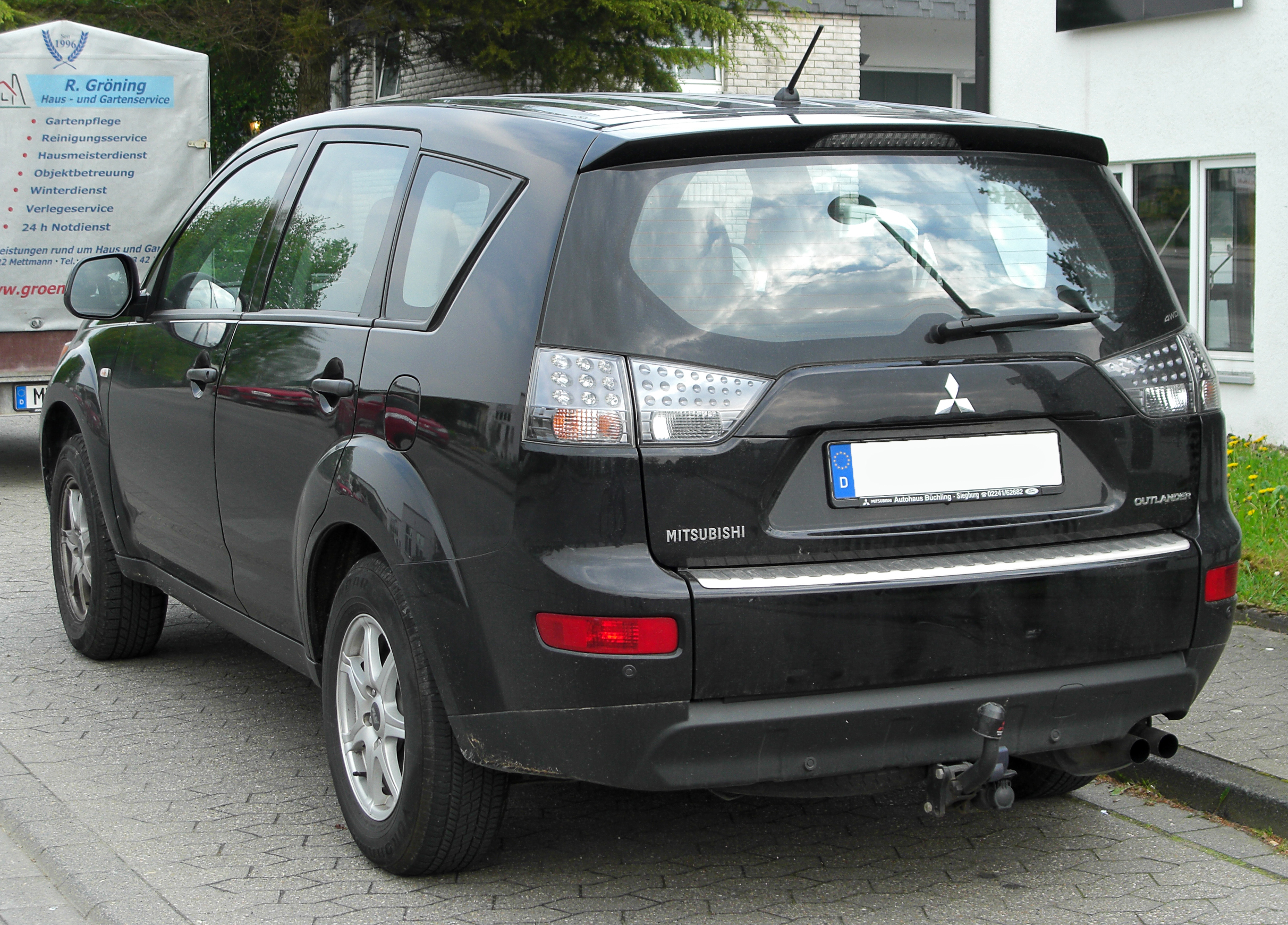
Mitsubishi Outlander II (2006–2010)
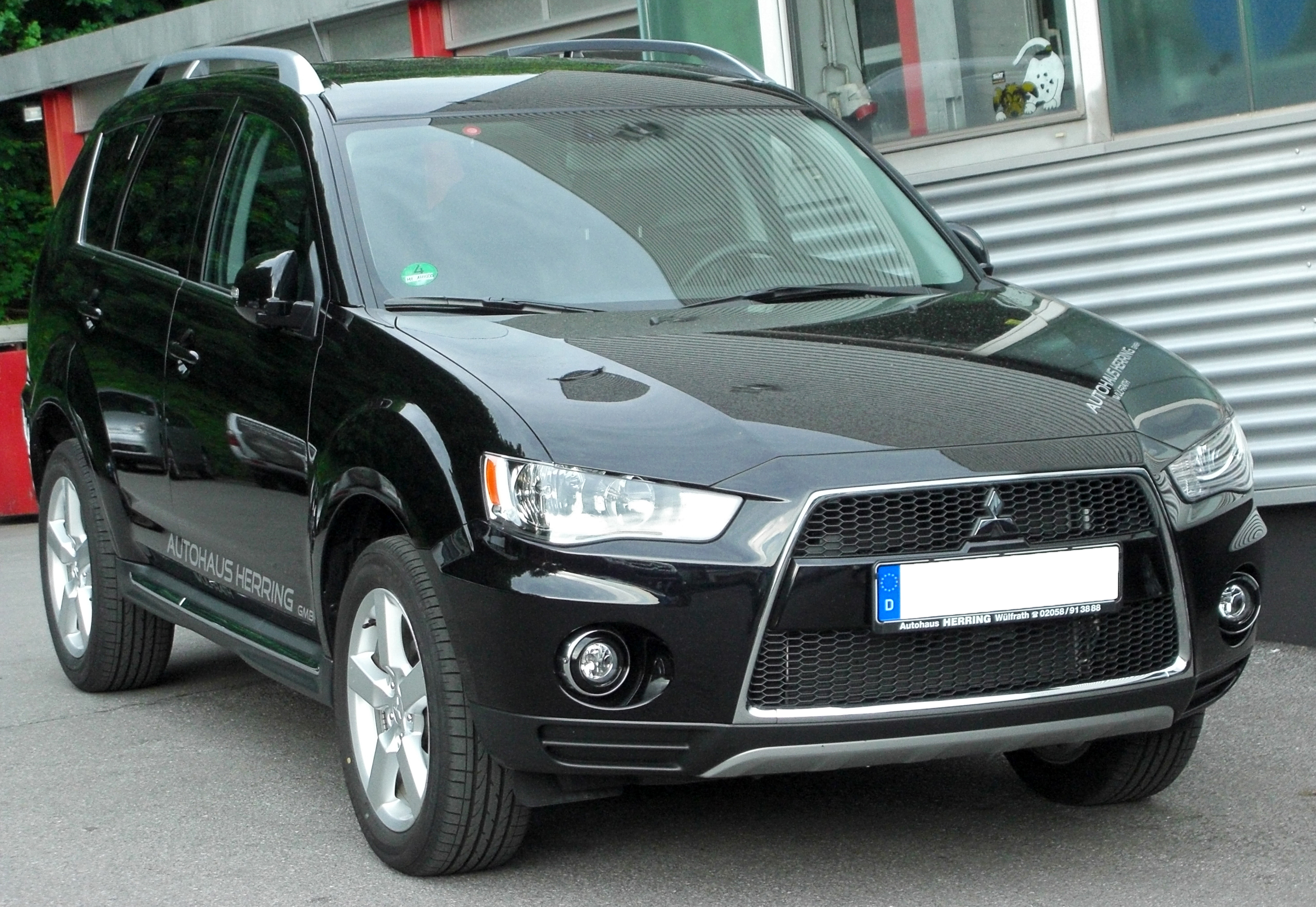
Mitsubishi Outlander II (2010–2012)
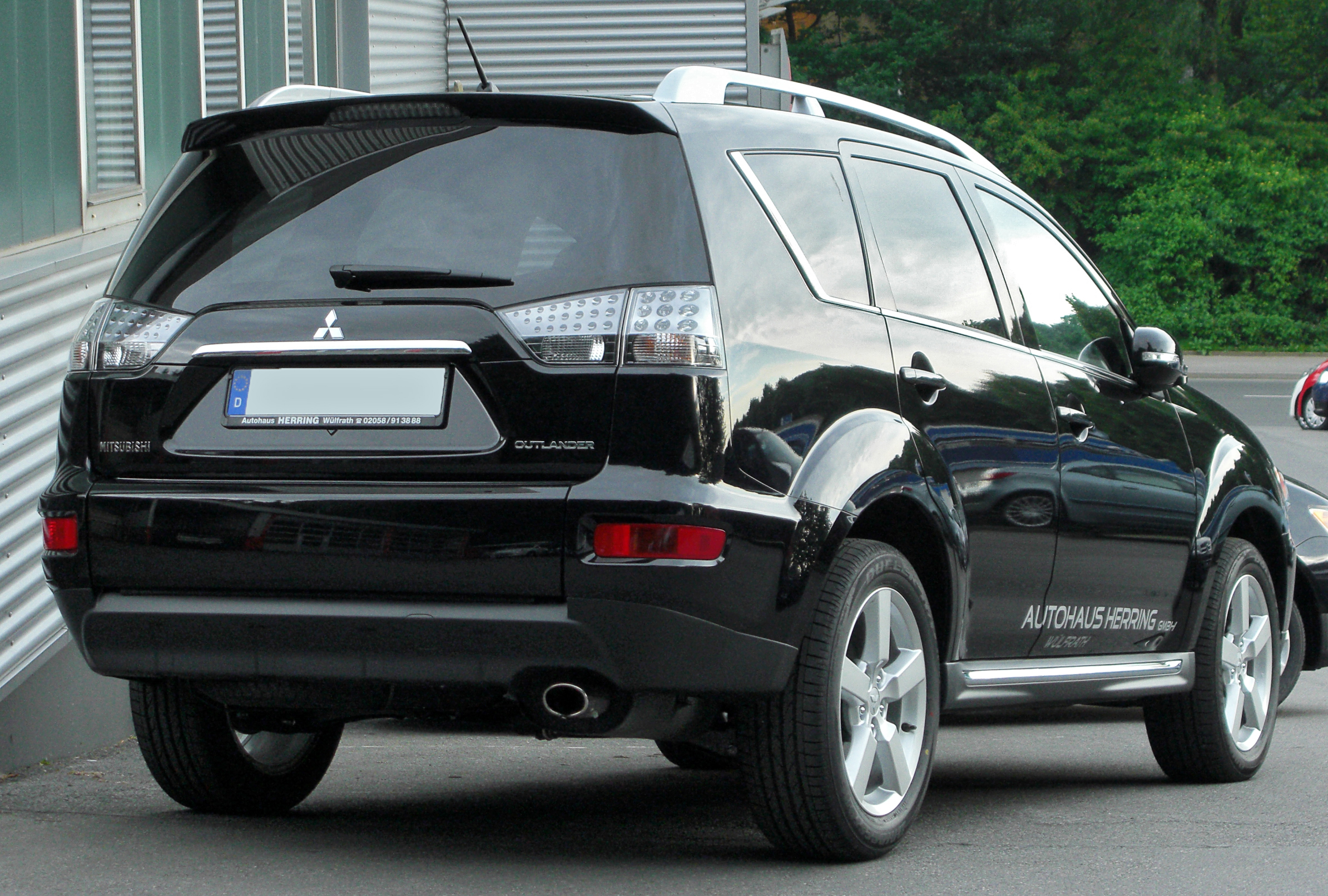
Mitsubishi Outlander II (2010–2012)

### Výrobní závody
- Nagoya, Okazaki, prefektura Aiči, Japonsko
- Mizushima, Kurašiki, prefektura Okajama, Japonsko
- Netherlands Car B.V. (NedCar), Born, provincie Limburg, Nizozemsko – od roku 2008, pro evropský trh
- Chennai Car Plant (CCP), Tiruvallur, stát Tamilnádu, Indie – od roku 2008
- PCMA Rus, Kaluga, Kalužská oblast, Rusko – od roku 2010
- Laem Chabang, provincie Chonburi, Thajsko – pro singapurský trh

### Bezpečnost
V roce 2007 vůz absolvoval nárazové testy Euro NCAP. Za ochranu dospělé posádky získal 4 hvězdičky, konkrétně dvaatřicet bodů. Ochrana dětských pasažérů byla ohodnocena 35 body (3 hvězdičkami z 5). Za ohleduplnost vůči chodcům vůz utržil 17 bodů, což znamenalo zisk dvou ze čtyř možných hvězdiček.

### Ve službách Police České republiky
Mitsubishi Outlander druhé generace je i součástí vozového parku Policie České republiky. V Moravskoslezském kraji slouží od roku 2010 tři exempláře.

### Motory
Všechny zážehové motory jsou z vlastní produkce a bez přeplňování, jinými slovy atmosférické. A jak se u značky Mitsubishi stalo zvykem, jsou tyto vybaveny variabilním časováním ventilů (MIVEC). Základním zážehovým motorem byl dvoulitr 4B11, zde naladěný na nejvyšší výkon 108 kW, který se ovšem pod kapotu nastěhoval až po faceliftu v roce 2010. Do té doby se museli zájemci o benzínový pohon spokojit s motorem 4B12, což je o čtyři deci větší čtyřválec s maximem výkonu na 125 kW. Pro některé trhy, například ten americký, byl k dispozici vidlicový šestiválec 6B31 o objemu 3 litry s 220, později dokonce s 230 koňmi pod kapotou.
Nabídka vznětových motorů je, co se původu týče, pestřejší. Na rozdíl od těch zážehových jsou bez výjimky vybavené variabilním turbodmychadlem a mezichladičem plnicího vzduchu. Nechybí ani částicový filtr. Základní dvoulitr o maximálním výkonu 103 kW pochází od Volkswagenu. Využívá ještě technologii vstřikování čerpadlo-tryska se solenoidovými vstřikovači a nese kódové označení BSY. Silnější diesel o objemu 2,2 litru s nejvyšším výkonem 115 kW a vstřikováním Common rail dodal koncern PSA. U této jednotky řady DW12 se můžeme do roku 2010 setkat s kódovým označením 4HN, od roku 2011, tedy s příchodem normy Euro 5, pak s kódem 4HK. Teprve až nejsilnější motor spalující naftu je produktem značky Mitsubishi. Jedná se o agregát 4N14 se vstřikováním Common rail a variabilním časováním ventilů MIVEC jako u zmiňovaných zážehových pohonných jednotek. I díky tomu nabízí maximální výkon 130 kW, a to již při 3500 otáčkách za minutu.

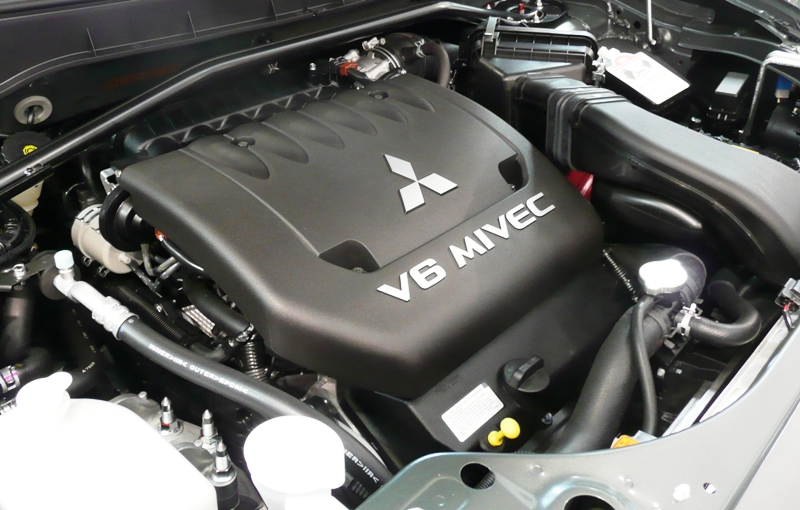
Motor Mitsubishi 6B31

### Převodovky
Vozidlo bylo dostupné s manuální pětistupňovou či šestistupňovou převodovkou. K dispozici byla také převodovka CVT INVECS-III s plynule měnitelným převodem. Ta však nabízí i mód šestistupňové manuální převodovky.

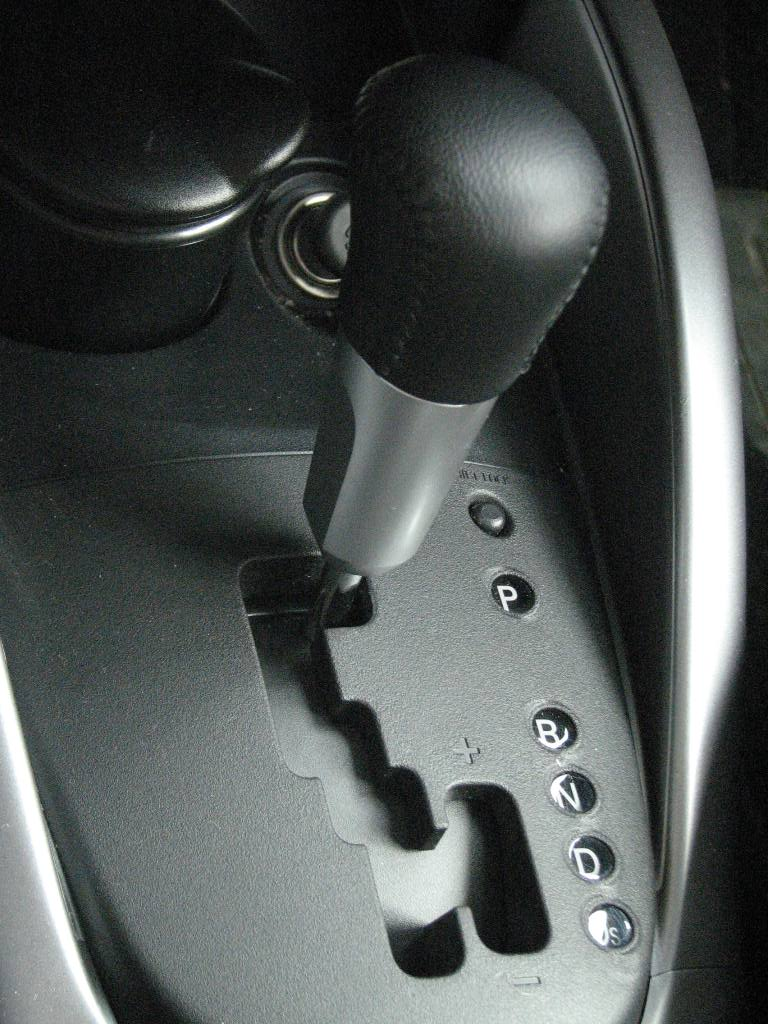
Převodovka INVECS-III v Outlanderu 2. generace

### Technická data
| Model           | Kód motoru      | Kód motoru      | Počet válců     | Počet ventilů   | Ventilový rozvod | Vrtání × zdvih [mm] | Zdvihový objem [cm³] | Kompresní poměr | Příprava směsi  | Přeplňování     | KAT             | Max. výkon [kW (k) při ot./min] | Max. točivý moment [Nm při ot./min] |
| Zážehové motory | Zážehové motory | Zážehové motory | Zážehové motory | Zážehové motory | Zážehové motory  | Zážehové motory     | Zážehové motory      | Zážehové motory | Zážehové motory | Zážehové motory | Zážehové motory | Zážehové motory                 | Zážehové motory                     |
| --------------- | --------------- | --------------- | --------------- | --------------- | ---------------- | ------------------- | -------------------- | --------------- | --------------- | --------------- | --------------- | ------------------------------- | ----------------------------------- |
| 2,0 MIVEC       | 4B11            | 4B11            | R4              | 16V             | DOHC             | 86,0 × 86,0         | 1998                 | 10,0:1          | ECI-MULTI       | ne              | ano             | 108 (147) při 6000              | 199 při 4200                        |
| 2,4 MIVEC       | 4B12            | 4B12            | R4              | 16V             | DOHC             | 88,0 × 97,0         | 2360                 | 10,5:1          | ECI-MULTI       | ne              | ano             | 125 (170) při 6000              | 232 při 4100                        |
| 3,0 V6 MIVEC    | 6B31            | 6B31            | V6              | 24V             | 2 × SOHC         | 87,6 × 82,9         | 2998                 | 9,5:1           | ECI-MULTI       | ne              | ano             | 162 (220) při 6250              | 276 při 4000                        |
| 3,0 V6 MIVEC    | 6B31            | 6B31            | V6              | 24V             | 2 × SOHC         | 87,6 × 82,9         | 2998                 | 10,5:1          | ECI-MULTI       | ne              | ano             | 169 (230) při 6250              | 291 při 3750                        |
| Vznětové motory |                 |                 |                 |                 |                  |                     |                      |                 |                 |                 |                 |                                 |                                     |
| 2,0 DI-D        | EA188           | BSY             | R4              | 16V             | DOHC             | 81,0 × 95,5         | 1968                 | 18,0:1          | DI–PD           | VGT, IC         | ano             | 103 (140) při 4000              | 310 při 1750                        |
| 2,2 DI-D        | DW12 MTED4      | 4HN             | R4              | 16V             | DOHC             | 85,0 × 96,0         | 2179                 | 16,0:1          | DI–CR           | VGT, IC         | ano             | 115 (156) při 4000              | 380 při 2000                        |
| 2,2 DI-D        | DW12 MTED4      | 4HK             | R4              | 16V             | DOHC             | 85,0 × 96,0         | 2179                 | 16,0:1          | DI–CR           | VGT, IC         | ano             | 115 (156) při 4000              | 380 při 2000                        |
| 2,2 DI-D MIVEC  | 4N14            | 4N14            | R4              | 16V             | DOHC             | 86,0 × 97,6         | 2268                 | 14,9:1          | DI–CR           | VGT, IC         | ano             | 130 (177) při 3500              | 380 při 2000                        |

## Třetí generace (2012-2020)
Třetí generace je ve výrobě od roku 2012 a jako první využívá též hybridní pohon.
V roce 2015 prodělala facelift.

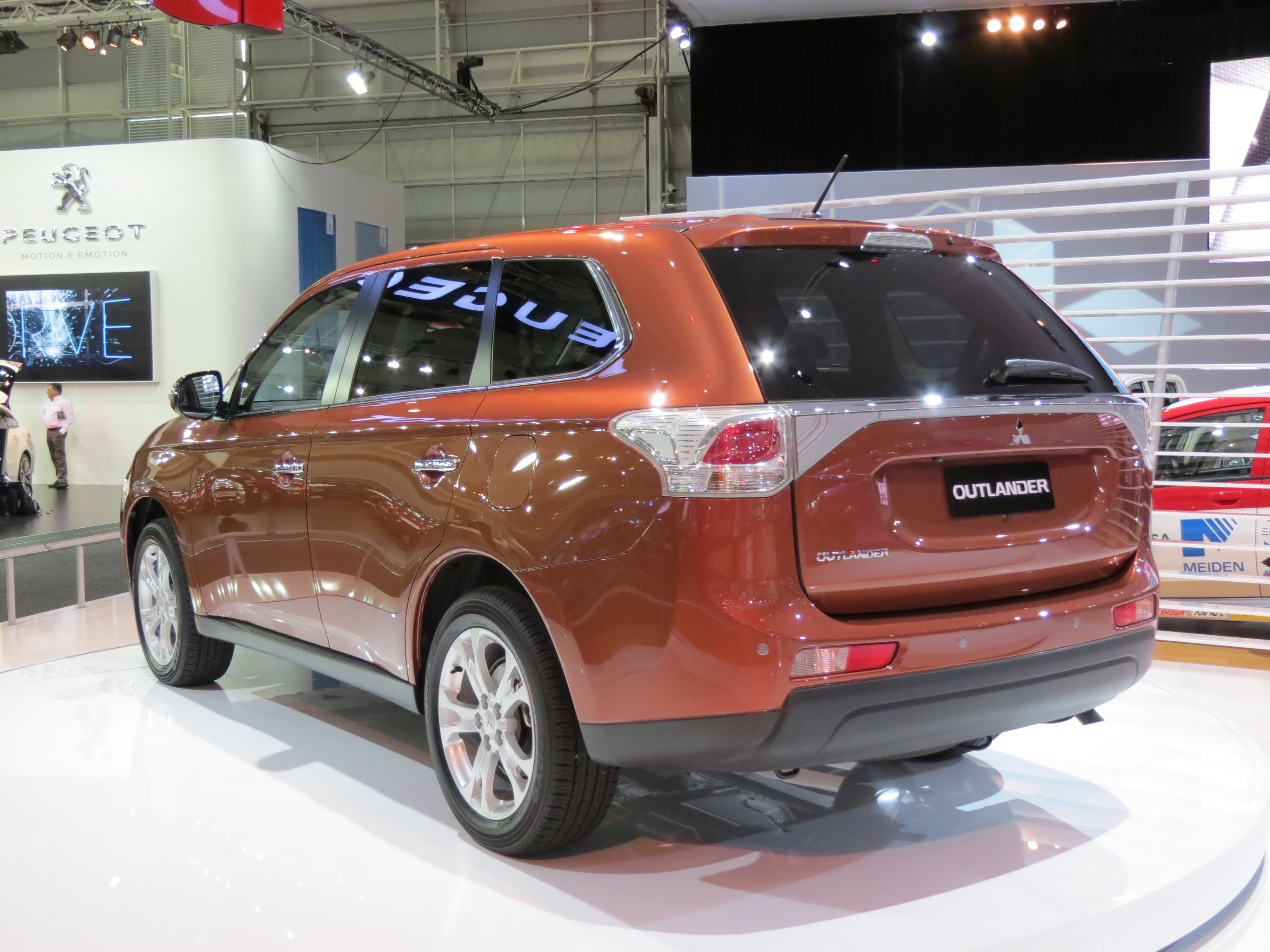
Mitsubishi Outlander III (2012–2015)
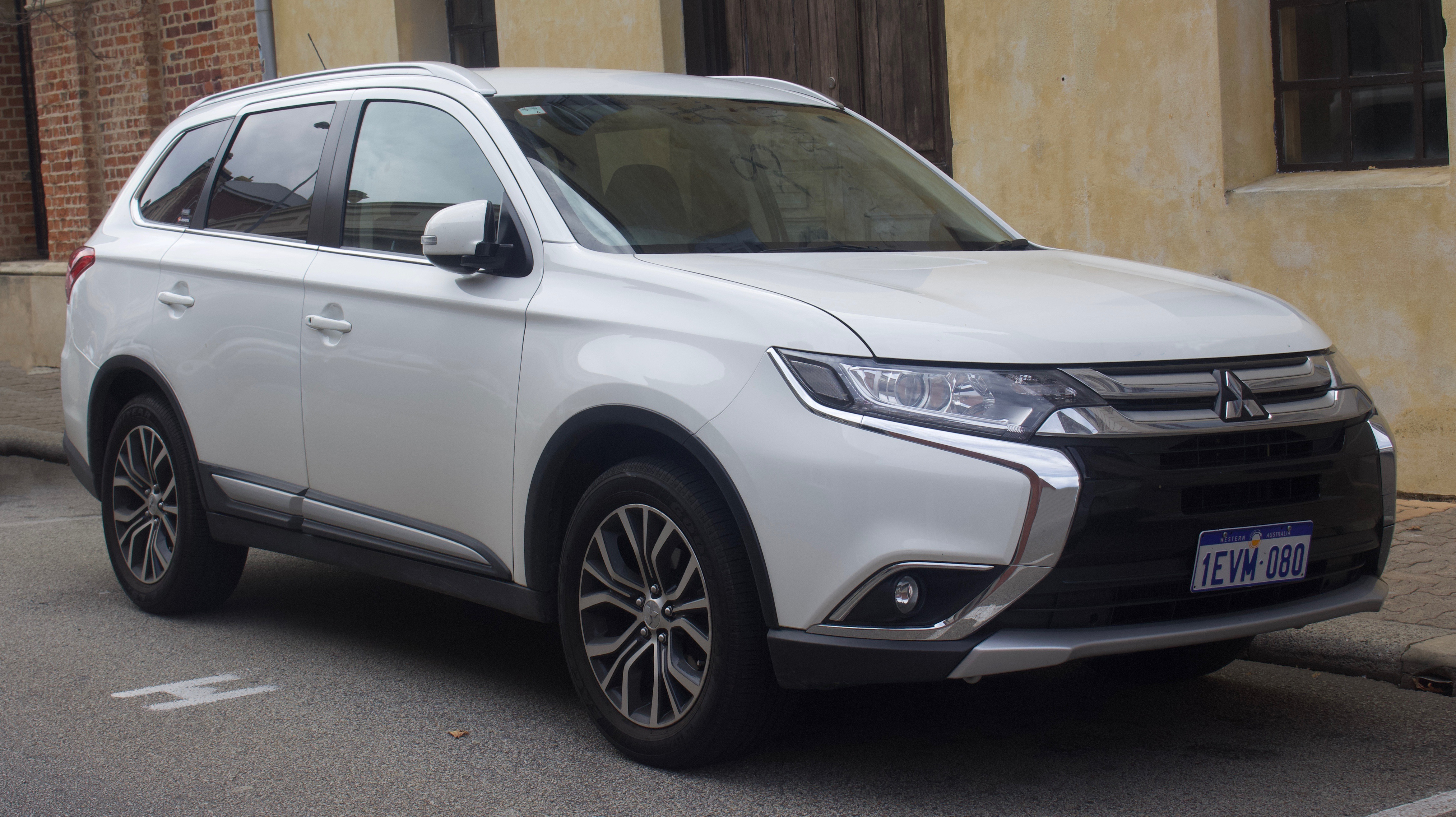
Mitsubishi Outlander III (2015–2018)
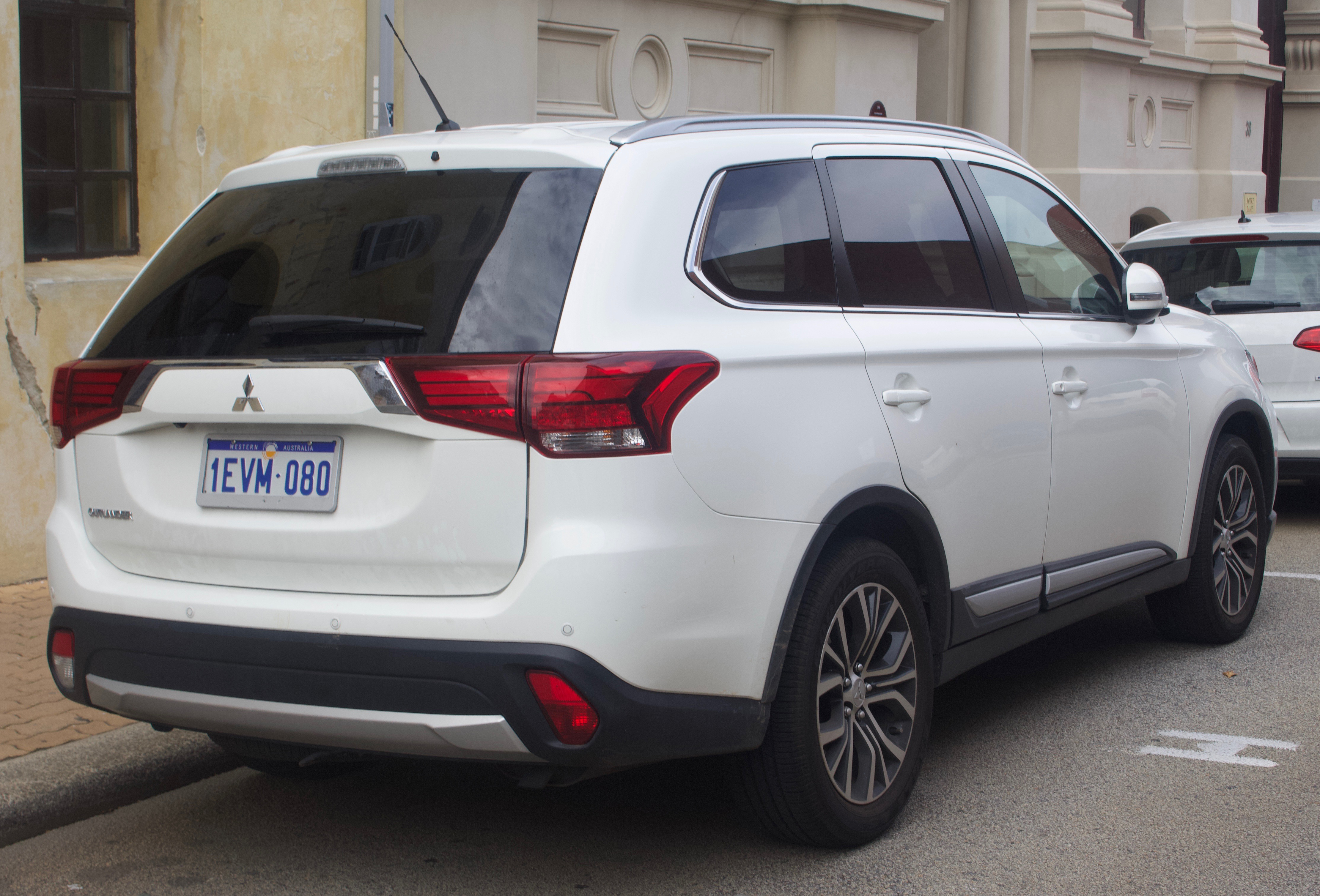
Mitsubishi Outlander III (2015–2018)

### Motory

#### Zážehové motory
- 2,0 MIVEC 110 kW
- 2,4 MIVEC 123 kW
- 3,0 V6 MIVEC 167 kW

#### Vznětový motor
- 2,2 DI-D MIVEC 110 kW

#### Hybridní pohon
- PHEV 2,0 89 kW (+ 2×60 kW)